# طبرجا
طبرجا (به عربی: طبرجا) یک منطقهٔ مسکونی در لبنان است که در استان جبل لبنان واقع شده‌است.